# استقلال اسکاتلند
استقلال اسکاتلند (اسکاتس: Scots unthirldom, گیلی اسکاتلندی: Neo-eisimeileachd na h-Alba)، جنبشی سیاسی با هدف موضع گیری سیاسی از احزاب سیاسی، افراد و گروه‌های مردمی پرنفوذ برای اسکاتلند است، یکی از کشورهای پادشاهی متحد(بریتانیا)، دوباره حاکمیتی مستقلساخت.
دولت اسکاتلند در سال ۲۰۱۴ (میلادی) یک رفراندوم دربارهٔ استقلال برگزار کرد، که در آن از رأی دهندگان پرسیده شد و ۴۵٪ از رأی دهندگان «بله» پاسخ دادند و ۵۵٪ آنان به آن «نخیر» گفتند. شرکت کنندگان با حضور ۸۵٪ افراد واجد شرایط به این همه‌پرسی پاسخ می‌دادند.
در سال ۲۰۱۶، نیکولا استورجن، نخست‌وزیر دولت محلی اسکاتلند، آشکارا اعلام کرد که لازم است همه‌پرسی دیگری برگزار شود. این خواسته با عنوان ایندیرف ۲ معروف شده که خلاصه «رفراندوم دوم استقلال» است.
در میان اعضای حزب ملی‌گرای اسکاتلند هم در مورد استراتژی حزب جهت غلبه بر مشکلات و برگزاری همه‌پرسی اختلاف نظرهایی وجود دارد.
خانم استورجن پیش‌بینی کرده‌است که در صورتیکه در انتخابات محلی ماه آینده احزاب طرفدار استقلال اکثریت بزرگ کرسی‌ها در پارلمان اسکاتلند را کسب کنند، بریتانیا دست از مخالفت جدی با همه‌پرسی برخواهد داشت.
اما برخی از نمایندگان پارلمان و اعضای عادی حزب معتقد نیستند که این پیش‌بینی درست باشد و خانم استورجن و رهبری حزب را متهم کرده‌اند که با ابراز این نظر که برای برگزاری همه‌پرسی باید موافقت بریتانیا جلب شود، بیش از اندازه محتاط بوده‌اند.
احتمالاً در تلاش برای جلب نظر مخالفان بوده که هفته پیش حزب ملی‌گرای اسکاتلند «نقشه راه رفراندوم» را در ۱۱ ماده منتشر کرد و گفت که یک «کارگروه ویژه استقلال» را مأمور پیگیری این موضوع کرده‌است.
در نقشه راه آمده‌است که اگر پس از انتخابات ماه مه، استقلال طلبان اکثریت کرسی‌ها را در پارلمان اسکاتلند به دست آورند، دولت لایحه همه‌پرسی را به پارلمان خواهد برد و این همه‌پرسی پس از پایان همه‌گیری کرونا برگزار خواهد شد.
در این طرح آمده‌است که حزب «به شدت مخالف» هرگونه چالش قانونی دولت بریتانیا در برابر همه‌پرسی است هرچند تأکید دارد که همه‌پرسی فقط در صورتی برگزار خواهد شد که قانونی تشخیص داده شود.
وزیر اول اسکاتلند اعلام کرد یکبار دیگر در سال آتی میلادی مسئله استقلال این منطقه از بریتانیا را مطرح می‌کند و هدفش برگزاری همه‌پرسی در ۲۰۲۳ است.
نقل از خبرگزاری آسوشیتدپرس، نیکولا استورجن، وزیر اول اسکاتلند گفت، کارزار استقلال که به دلیل پاندمی کرونا متوقف شده قرار است در اوایل بهار ۲۰۲۲ و اگر پاندمی اجازه دهد، از سر گرفته شود.
وی در یک نشست خبری با حزبش ادامه داد: در سال آتی میلادی، بار دیگر روند از سرگیری کارزار استقلال اسکاتلند از بریتانیا را مطرخ می‌کنم و این همه‌پرسی سال ۲۰۲۳ برگزار می‌شود. حزب ما از نو روند استقلال را مطرح خواهد کرد.
رای‌دهندگان اسکاتلندی در همه‌پرسی سال ۲۰۱۴ تصمیم گرفتند که بخشی از بریتانیا باقی بمانند. اما حزب استورجن می‌گوید که رویداد بریگزیت در سال گذشته میلادی دورنمای سیاسی و اقتصادی منطقه را دگرگون کرده‌است.
در همه‌پرسی ۲۰۱۶ رای‌دهندگان در کل بریتانیا، از بریگزیت حمایت کردند اما در آن میان ۶۲ درصد از اسکاتلندی‌ها به باقی ماندن در اتحادیه اروپا رای دادند و استورجن می‌گوید که اسکاتلندی‌ها برخلاف میلشان از این اتحادیه بیرون رانده شدند.
استورجن به اعضای حزب همچنین گفت که دولتش در مورد چالش‌هایی که گذار به استقلال ایجاد می‌کند صادقانه خواهد بود و به وضوح بیان می‌کند که چگونه می‌تواند بر آنها غلبه کند.
بریتانیا متشکل از انگلستان، ولز، اسکاتلند و ایرلند شمالی است.

## قانونی بودن
پارلمان پادشاهی بریتانیا بر کل پادشاهی بریتانیا حاکمیت دارد. ادعای استقلال مورد حمایت لرد بینگهم (Tom Bingham) قاضی کل بریتانیا قرار گرفت. قانونی بودن اعلام استقلال و جدا شدن کشوری از مجموعه پادشاهی متحد مانند جمهوری ایرلند مشخص نیست.

## مشروعیت
منشور ملل متحد به انسان‌ها حق تعیین سرنوشت اعطا کرده و اعلامیه جهانی حقوق بشر هم حق انسان در تغییر ملیت را تضمین کرده‌است. پادشاهی متحد هردو این اسناد را امضا کرده‌است. سیاستمداران در پارلمان‌های بریتانیا و اسکاتلند از جمله نخست‌وزیران پیشین بریتانیا جان میجر و مارگارت تاچر، حق مردم اسکاتلند برای تعیین سرنوشت را به رسمیت شناخته‌اند.

## حمایت از استقلال
سرشناس‌ترین حامی استقلال اسکاتلند حزب ملی اسکاتلند است.
دلایل موافقت با استقلال عبارت اند از:
- اصل تعیین سرنوشت: مردم اسکاتلند خود برای اسکاتلند تصمیم خواهند گرفت.[۱۰]
- اعمال کنترل بر دفاع و سیاست خارجی اسکاتلند به این معنا است، که اسکاتلند می‌تواند برگزیند، برای نمونه دیگر در دریاهایش جنگ‌افزارهای هسته‌ای نداشته باشد و دیگر عضوی از ناتو نباشد.[۱۱]
- دسترسی به بودجه‌های نفتی به معنای بودجه‌های بیش‌تر مستقیم برای اسکاتلند است. در دهه ۱۹۷۰ شعار «این نفت اسکاتلند است» در همین راستا رواج یافته بود.[۱۲]

## مخالفت با استقلال
جریانی مخالف استقلال و مدافع استمرار اتحاد با انگلستان، ویلز و ایرلند شمالی هم وجود دارد. سه حزب سیاسی اصلی بریتانیا از آن جمله‌اند.